# Fabricia stellaris
Fabricia stellaris är en ringmaskart som först beskrevs av Otto Friedrich Müller 1774. Enligt Catalogue of Life ingår Fabricia stellaris i släktet Fabricia och familjen Sabellidae, men enligt Dyntaxa är tillhörigheten istället släktet Fabricia och familjen Sabellariidae. Arten är reproducerande i Sverige.

## Underarter
Arten delas in i följande underarter:
- F. s. stellaris
- F. s. caspica
- F. s. adriatica